# Radecz
Radecz (niem. Seifersdorf) – wieś w Polsce położona w województwie dolnośląskim, w powiecie wołowskim, w gminie Brzeg Dolny.

## Historia
Wieś ulicówka położona na Wysoczyźnie Rościsławickiej. Wzmiankowana po raz pierwszy w 1301 r. jako Siffridi Villa oraz Siversdorf w akcie sprzedaży, który zawarł książę głogowski z klasztorem lubiąskim, dzieląc las tak, że łąki sąsiednie otrzymały wsie, m.in. wieś Radecz. W 1305 r. wieś wymieniona w Księdze fundacyjnej biskupstwa wrocławskiego pod nazwą Siffridi Villa. W 1308 r. wieś kupił rycerz Merbot von Haugwitz. 
W 1350 r. wieś stała się własnością klasztoru lubiąskiego, w 1774 r. zakonu jezuitów, a od 1800 r. właścicieli Brzegu Dolnego. W 1353 r. Księga krajowa księstwa wrocławskiego wymienia miejscowość Radecz wraz z kościołem. Kościół p.w. Matki Bożej Dziewicy posiadał 2 łany ziemi. Wieś była lokowana na prawie niemieckim, sołtys posiadał 2 łany (wolne), natomiast chłopi posiadali po 1 łanie ziemi, których było 12. W 1794 r. we wsi powstała katolicka szkoła podstawowa (budynek szkoły znajdował się na terenie plebanii, zachowany do dzisiaj). W 1844 r. we wsi znajdowało się 53 domy, folwark, kościół katolicki filialny (należący do parafii w Warzyniu). Obecny neogotycki kościół został wzniesiony w 1891 r.
W latach 1954-1959 wieś była siedzibą gromady Radecz, po jej zniesieniu w gromadzie Brzeg Dolny. W latach 1975–1998 miejscowość administracyjnie należała do województwa wrocławskiego.